# Геллер, Юзеф
Юзеф Геллер (нем. Josef Heller, англ. Joseph Heller, пол. Józef Heller; 1896, Львов — 1982) — польский биохимик и энтомолог, педагог, профессор, руководитель кафедры общей и неорганической химии Львовского университета (1940—1941).
Доцент (1937), профессор (1941), член-корреспондент (1952) и действительный член (1961) Польской академии Наук.

## Биография
Из еврейской семьи. В 1922 году окончил медицинский факультет Львовского университета. Со времени окончания обучения и до ВМВ работал на различных должностях во Львовском университете.
Направления научных исследований: сравнительная биохимия; химизм развития насекомых. В частности, установил взаимозависимость между интенсивностью метаболизма и ходом метаморфоза бабочек; биохимия белков крови; совершенствование методов биохимических исследований.
На время работы во Львовском мединституте был автором 45 научных трудов на французском, немецком, польском, английском языках. Подготовил 8 профессоров.

### Карьера
- 1921-28 и 1930-36 года — ассистент кафедры биохимии и гигиены Львовского университета
- 1922-26 и 1930-34 годы — преподаватель общей химии в Львовской высшей хозяйственной школе (по совместительству)
- 1926-34 — руководитель лаборатории Львовской больницы Кассы больных
- 1936-39 — руководитель Краковской филиала Варшавского Института гигиены
- 1939-40 — врач-аналитик 1-й Львовской поликлиники
- 1940-41 — заведующий кафедры биохимии Львовского университета
- 1941 — заведующий кафедрой общей и неорганической химии Львовского медицинского института
- 1942-44 — преподаватель биохимии и физиологии тайного Варшавского университета
- 1946-51 — профессор физиологии животных Вроцлавского университета
- 1951-57 — профессор биохимии Варшавской медицинской академии
- 1957-67 — директор Института биохимии и биофизики Польской академии наук

## Работы
- Recherches sur l’ammonique du sang. C R Soc Biol 1924, V. 91 (соавт.)
- Badania nad przeobrazeniem owadуw (дис. труд). Львов, 1931
- Metabolism of insect metamorphosis, 1947
- On the inheritance of development duration in the Hawk-Moth, 1947
- Wystкpowanie diapauzy zimowej u motyla wilczomleczka, 1954
- Activation of amino acids in relation to the synthesis of silk proteins, 1959 (в соавт.)